# Cabrera de Almanza
Cabrera de Almanza es una localidad española perteneciente al municipio de Almanza, en la Tierra de Sahagún, provincia de León, comunidad autónoma de Castilla y León.
Situado a la derecha del río Cea y al pie de unas colinas que se prolongan por la parte del norte.
Confina al noroeste con La Vega de Almanza, al sureste con Calaveras de Abajo, al sur con Espinosa de Almanza y al oeste Cebanico y La Riba. 
Perteneció a la antigua Jurisdicción de Almanza.

## Cultura

### Fiestas patronales
29 de junio "San Pedro"